# Verneuil-sur-Indre
Verneuil-sur-Indre är en kommun i departementet Indre-et-Loire i regionen Centre-Val de Loire i de centrala delarna av Frankrike. Kommunen ligger i kantonen Loches som tillhör arrondissementet Loches. År 2022 hade Verneuil-sur-Indre 467 invånare.

## Befolkningsutveckling
Antalet invånare i kommunen Verneuil-sur-Indre
Referens:INSEE